# Eucharystia (sakrament)

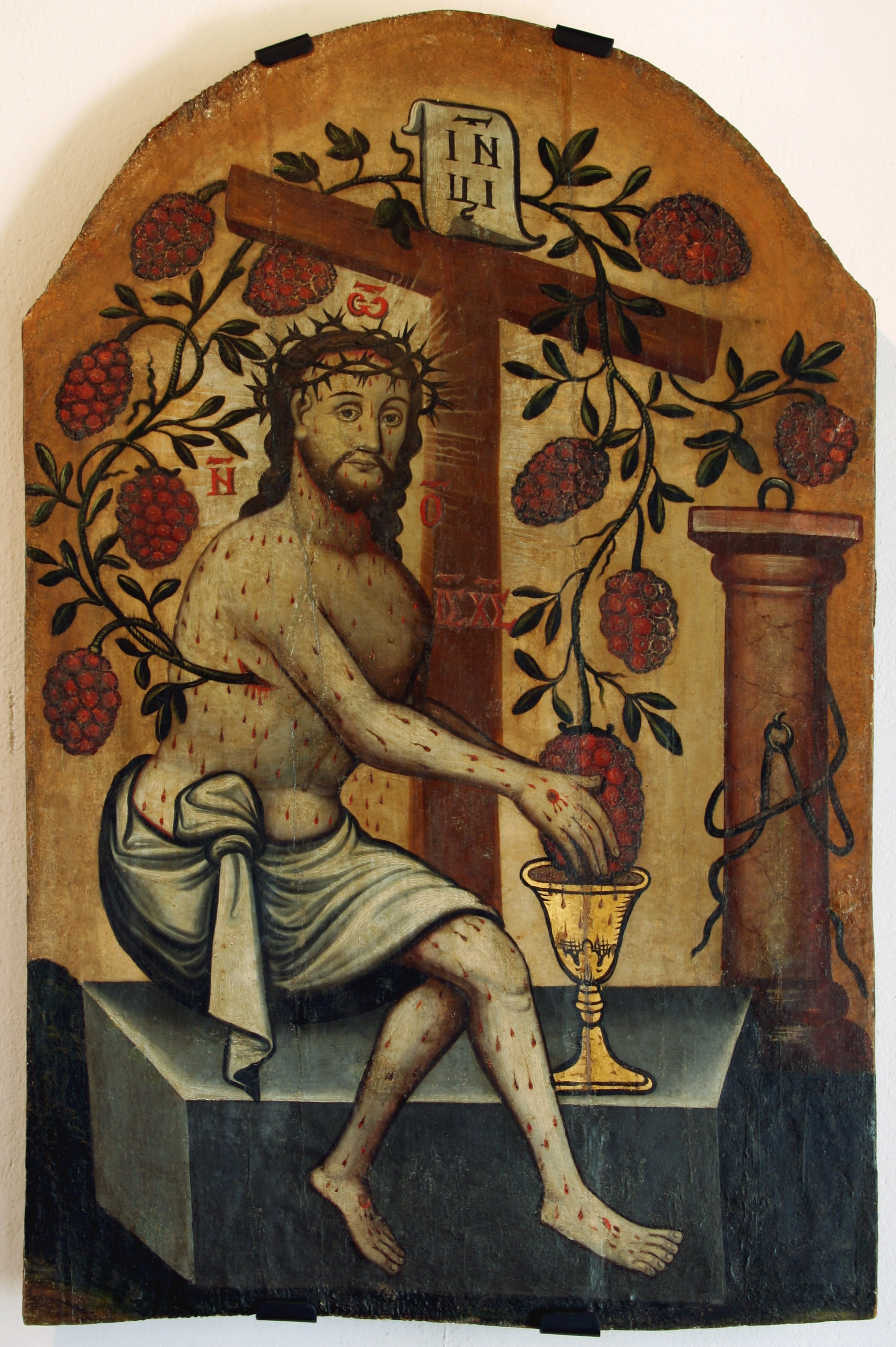
Ikona przedstawiająca Chrystusa Eucharystycznego w zbiorach Muzeum Historycznego w Sanoku

Eucharystia (gr. εὐχαριστία, eucharistía, „dziękczynienie”) lub Najświętsza Ofiara, Sakrament Ołtarza, Msza Święta, Komunia (łac. communio, „współdzielić”) [Święta], Najświętszy Sakrament (łac. sacramentum, „poświęcenie; przysięga”), Wieczerza Pańska, Ciało Chrystusa, Krew Chrystusa – liturgiczna celebracja Ofiary Jezusa Chrystusa – Męki i Śmierci (por. Łk 22,19-20; 1 Kor 11,26), ustanowiona podczas Ostatniej Wieczerzy, którą chrześcijanie sprawują wypełniając polecenie Mistrza (Jezusa): To czyńcie na moją pamiątkę (Łk 22,19). W rozumieniu tradycyjnej teologii Eucharystia, będąc sakramentem wieńczącym wtajemniczenie chrześcijańskie, uobecnia Misterium paschalne, mękę, śmierć i zmartwychwstanie Chrystusa oraz zesłanie Ducha Świętego. Jest ofiarą uwielbienia oraz objawieniem pełni i jedności Kościoła. Jest też antycypacją, zaczątkiem zapowiedzianej w Apokalipsie (Ap 19,7–9) eschatologicznej uczty zaślubin Baranka z jego Małżonką, wspólnotą Kościoła. Istotne elementy rozumienia Eucharystii są wspólne dla tradycyjnych gałęzi chrześcijaństwa, jak prawosławie, Kościoły orientalne, katolicyzm oraz części tradycji anglikańskiej. W wyniku reformacji inaczej jest pojmowana i praktykowana w nurcie protestanckim.

## Eucharystia w pismach nowotestamentalnych
Przebieg Eucharystii, który został opisany przez apostoła Pawła jest podobny do opisu znajdującego się u Ewangelisty Łukasza i prawdopodobnie ukazuje to, jak sprawowano Eucharystię w kościele w Antiochii syryjskiej. Opis Marka natomiast jest podobny do relacji Mateusza i ukazuje prawdopodobnie tradycję sprawowania Pamiątki Pana w kościele w Jerozolimie. Opis św. Pawła z listu do Koryntian, napisanego w Efezie ok. 56 roku, jest najstarszy. Opis Ewangelii Marka powstał ok. ośmiu lat później.
Jest faktem ogólnie uznanym przez historyków wczesnego chrześcijaństwa oraz teologów, zarówno egzegetów biblijnych, jak i liturgistów, że opisy sprawowania i ustanowienia Ostatniej Wieczerzy-Eucharystii przez Chrystusa, zachowane w pismach Nowego Testamentu, powstały lata po tym wydarzeniu. Ponieważ kościoły gromadziły się regularnie na sprawowanie Eucharystii, był to zwyczaj, który stał się ich drugą naturą. Dlatego opisy, które znajdują się w Ewangeliach i u apostoła Pawła, nie miały na celu odtworzenia historycznego przebiegu Ostatniej Wieczerzy. Celem ich była pomoc wszystkim następnym pokoleniom chrześcijan w głębszym zrozumieniu tej istotnej praktyki liturgicznej Kościoła.

### Eucharystia u apostoła Pawła
W przeciwieństwie do chrztu Apostoł Paweł w żadnym z listów nie dał doktrynalnego wytłumaczenia Eucharystii. Dzięki problemom kościoła w Koryncie zachowały się jednak dwa fragmenty Pierwszego Listu do Koryntian o najwyższym znaczeniu: 1 Kor 10,14–22 oraz 11, 17–34.

#### Postawa wspólnoty w Koryncie
Nie można zbyt precyzyjnie określić, jak przebiegała Wieczerza Pańska w Koryncie. Chrześcijanie zbierali się w domu poszczególnych wiernych na posiłek, na który składały się z pewnością nie sam chleb i wino. Nie można mówić o agapé, ponieważ ta nazwa pojawiła się dopiero od II w., gdy posiłek właściwy został już oddzielony od spożywania sakramentu Eucharystii, chleba i wina. Jedzenie nie było też jedynie swego rodzaju wstępem, aperitifem, lecz tworzyło z Pamiątką Pana jedną całość. Słownictwo używane przez Pawła ukazuje żydowski, paschalny charakter celebracji wieczerzy. Wyrażenia kielich błogosławieństwa oraz chleb, który łamiemy (1 Kor 10,16) należały do słownictwa paschy Żydów, przejętego przez chrześcijan. Trzeci rytualny kielich żydowskiego sederu paschalnego jest tradycyjnie zwany kielichem błogosławieństwa /(hebr.) kôs šel berākāh/.
Apostoł porównuje eucharystie chrześcijan ze spożywaniem ofiar ze zwierząt przez Izraela według ciała (1 Kor 10,18), a także z kultycznymi ucztami pogańskimi. Z zewnątrz wieczerze chrześcijan były na swój sposób typowym dla epoki posiłkiem religijnym – w owych czasach w Grecji często po złożeniu ofiary ze zwierząt w świątyni bóstwa organizowano publiczne uczty. Patrząc od wewnątrz, Wieczerza Pańska była czymś zupełnie odmiennym. Była elementem chrześcijańskiego życia wspólnotowego. Stanowiła podstawę życia Kościoła jako Ciała Chrystusa. Wcześniej, w rozdziale ósmym listu Paweł zwrócił uwagę, że ponieważ jest jeden Bóg i jeden Pan, czyli Chrystus (1 Kor 8,6) – ofiary pogańskie składane bożkom nie mają żadnego znaczenia. Nie można jednak tak samo nie przykładać znaczenia do Wieczerzy Pańskiej. Nie można spożywać jej nie zważając na Ciało (1 Kor 11,29).

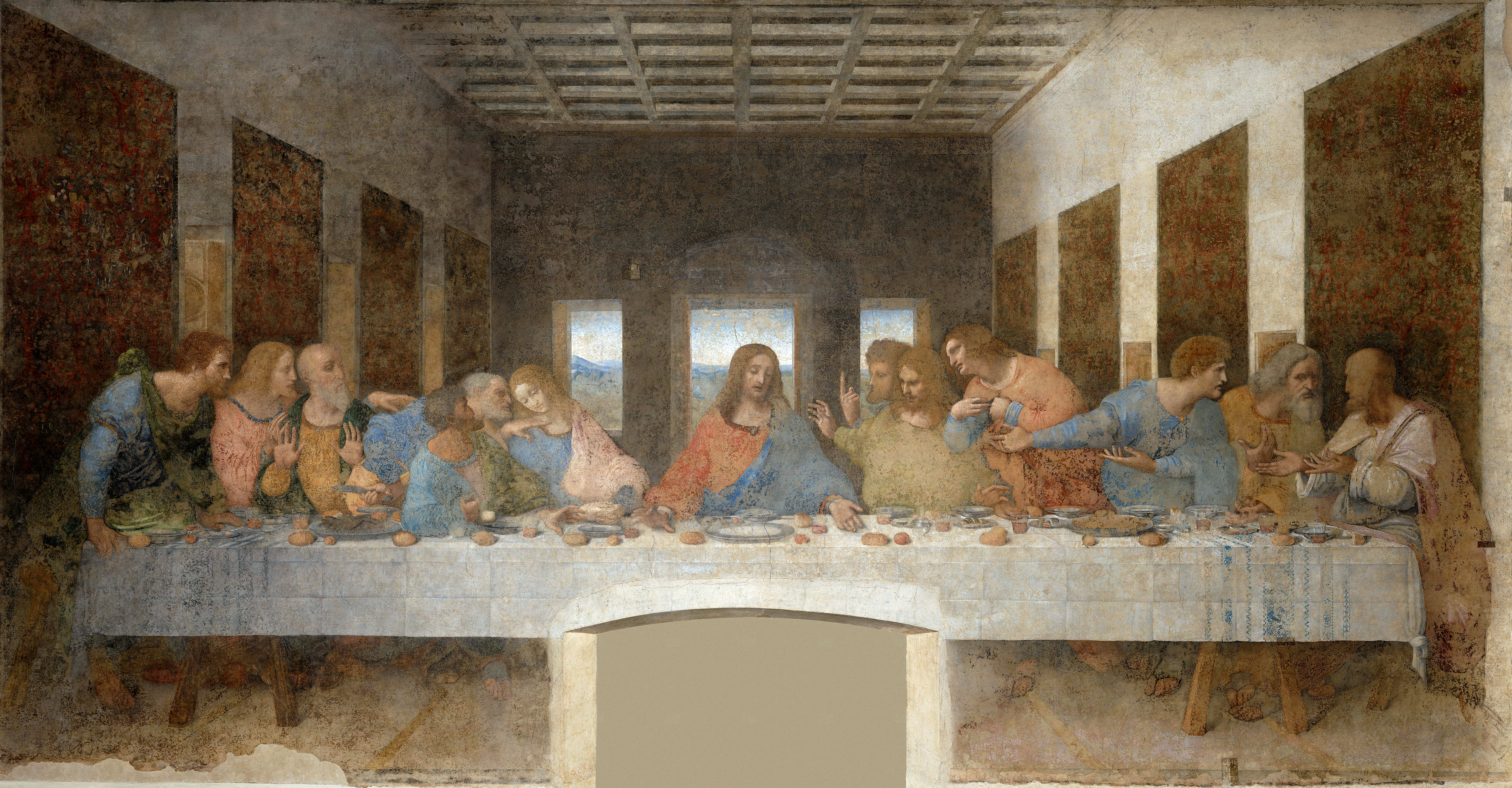
„Ostatnia Wieczerza” Leonarda da Vinci

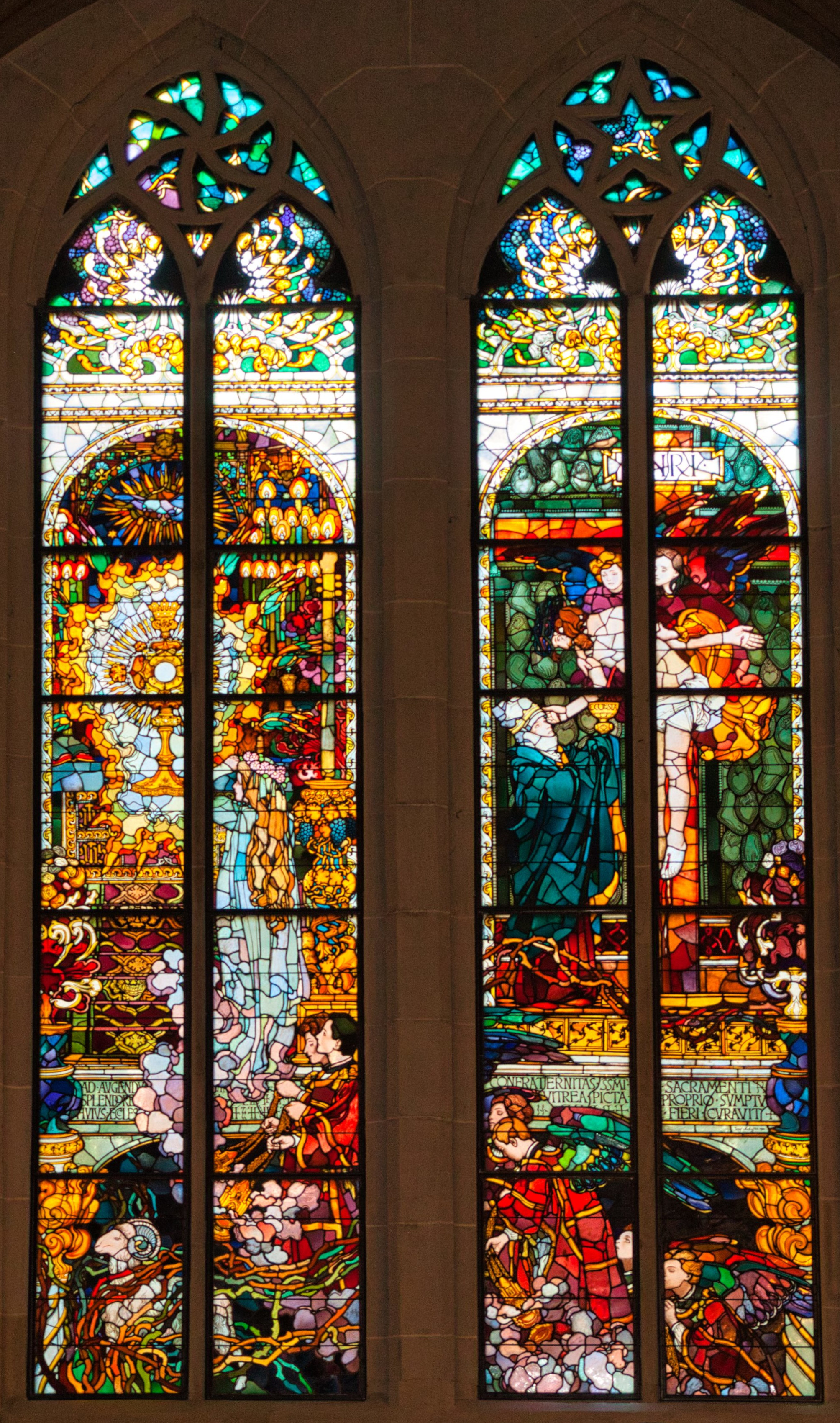
Okno eucharystyczne autorstwa Józefa Mehoffera we Fryburgu Szwajcarskim

Uczniowie spożywali Eucharystię, nie zważając na komunię ([gr.] koinonia) z Ciałem i Krwią Chrystusa. Wersy 11, 27 oraz 29 wskazują na konieczność podchodzenia z odpowiednim nastawieniem i rozumieniem:

Dlatego też kto spożywa chleb lub pije kielich Pański niegodnie, winny będzie Ciała i Krwi Pańskiej. (...) Kto bowiem spożywa i pije nie zważając na Ciało [Pańskie], wyrok sobie spożywa i pije.

Według Xaviera Léon-Dufoura należy uznać, że jest to nauczanie Pawła, a nie formuły wzięte z Tradycji. Apostoł wprowadza w ten sposób w swoją główną myśl o jedności, wyrażoną w znaku jednego chleba. W następnych zdaniach Paweł widzi choroby i szerzącą się śmierć wśród uczniów jako upomnienie od Chrystusa za nadużycia w sprawowaniu Eucharystii:

Dlatego to właśnie wielu wśród was słabych i chorych i wielu też umarło. Jeżeli zaś sami siebie osądzimy, nie będziemy sądzeni. Lecz gdy jesteśmy sądzeni przez Pana, upomnienie otrzymujemy, abyśmy nie byli potępieni ze światem (11, 30–32).

Uczniowie w Koryncie nie zważali także na siebie wzajemnie. Być może frakcja Apollosa (por. 1 Kor 3, 4) oddzielała się od innych uczniów, nie dzieląc z nimi posiłku:

Przede wszystkim słyszę – i po części wierzę – że zdarzają się między wami spory /(gr.) schismata/, gdy schodzicie się razem jako Kościół. Zresztą nawet muszą być wśród was rozdarcia /(gr.) aireseis/, żeby się okazało, którzy są wypróbowani. Tak więc, gdy się zbieracie, nie ma u was spożywania Wieczerzy Pańskiej. Każdy bowiem już wcześniej zabiera się do własnego jedzenia, i tak się zdarza, że jeden jest głodny, podczas gdy drugi nietrzeźwy. Czyż nie macie domów, aby tam jeść i pić? Czy chcecie znieważać Boże zgromadzenie i zawstydzać tych, którzy nic nie mają? (1 Kor 11, 18–22)

Napomnienie Pawła jest skierowane przeciw pogańskim postawom uczniów w czasie Eucharystii: egoizmowi i podziałom na frakcje.

#### Nauczanie Św. Pawła o znaczeniu Eucharystii
W napomnieniu Pawła dominują słowa: uczestniczyć (metecho) i mieć wspólnotę (koinonia). Wspólnotę z Chrystusem ukrzyżowanym i zmartwychwstałym Paweł wyjaśniał w innych listach, np. w Ga 2,20: Żyję nie ja, lecz żyje we mnie Chrystus, także Rz 6, 8 oraz 8,17n; Kol 2,20; 2 Kor 4,14; Flp 1,23; Kol 3,3n; 1 Tes 4,17.
Pawłowy opis Eucharystii w Koryncie nie daje możliwości określenia, w którym momencie posiłku sprawowano właściwą Eucharystię-Pamiątkę Wieczerzy Pańskiej, którą Apostoł przekazał założonemu przez siebie kościołowi: Ja bowiem otrzymałem od Pana to, co wam przekazałem (1 Kor 11, 23). Nawiązanie do samego wydarzenia Ostatniej Wieczerzy Jezusa w liście Pawła jest pierwszym chronologicznie świadectwem pisanym – Ewangelie synoptyczne powstały później – występowania ciągłości między Jezusową wieczerzą, którą odbył przed swą męką i zmartwychwstaniem, a chrześcijańską celebracją sakramentu, zasiadaniem za stołem razem ze Zmartwychwstałym. Apostoł wymienia jedynie Śmierć Pana, być może by przypomnieć wiernym, że w Eucharystii nie chodzi o celebrację samego życia, które otrzymują w Zmartwychwstałym, lecz także o jednoczenie się ze śmiercią Chrystusa. Używając imienia Pan – Kyrios, a nie Jezus, ujmuje całość w paschalnym – a nie jedynie pasyjnym, skupionym na psychologicznych aspektach cierpienia – kontekście. Paschalny sens śmierci Apostoł wypracował przy interpretacji sakramentu, przez który wchodzi się w Nowe Przymierze: chrztu. Paweł mówi o chrzcie ze względu na, w odniesieniu do ((gr.) εις – eis) śmierci Chrystusa, a nie w ((gr.) εν τη – en te) niej – różnicę tę wyraźnie pokazuje 1 Kor 10,2: Izraelici byli zanurzeni ze względu na (eis) Mojżesza, w (en te) obłoku oraz w (en te) morzu. Chrześcijanin został zjednoczony (dosł. konsekrowany) z osobą Chrystusa, który umarł za nas, co ma skutek w naszym duchowym i moralnym zmartwychwstaniu:

Jeżeli bowiem przez śmierć, podobną do Jego śmierci, zostaliśmy z Nim złączeni w jedno, to tak samo będziemy z Nim złączeni w jedno przez podobne zmartwychwstanie (Rz 6,5).

Paweł wiąże kielich z Nowym Przymierzem, we Krwi Jezusa-Pana. To przymierze w Duchu jest jednym z ulubionych tematów Pawła np. w 2 Kor 3,6; 5,17 oraz Rz 6,4; 7,6. Paweł przypomina koryntianom śmierć Chrystusa, gdyż w niej została przemieniona relacja ludzi do Boga i w posiłku wspólnotowym, który jest jej Pamiątką, celebruje się miłość bez granic i zawsze aktualną. Dwa wydarzenia dotyczące Jezusa: noc, w której był wydany (w. 23) oraz dzień, aż przyjdzie (w. 26) – wyznaczają ramy czasowe, okres, który Kościół ma do dyspozycji. Proklamowanie śmierci Chrystusa poprzez celebrację eucharystyczną (w. 26) – słowa Pawła nie są nakazem czynienia tego: proklamujcie, lecz stwierdzeniem faktu: proklamujecie – jest ogłaszaniem nie tylko wiedzy o tej śmierci, ale też ukazywaniem działania jej zbawczej mocy w imieniu samego Pana. Celebracja staje się słowem samego Chrystusa. Ma to swoje przedłużenie w życiu chrześcijan, którzy noszą w sobie konanie Chrystusa (por. 2 Kor 4,10). Spożywanie Wieczerzy Pańskiej ma jednoznacznie charakter pneumatyczny, uczniowie są napełnieni Duchem Świętym. Wprost napisze o tym w następnym rozdziale: wszyscy zostaliśmy napojeni jednym Duchem (1 Kor 12,13).

### Eucharystia u Jana Ewangelisty
Ewangelia Jana przekazuje tradycję o sprawowaniu Wieczerzy Pańskiej i łamaniu chleba w sposób całkowicie unikatowy. Zachowuje pewien dystans wobec organizacji życia chrześcijańskiego, wysuwając na plan pierwszy przykazanie miłości braterskiej. Chociaż Jan Ewangelista powstrzymuje się od opisu słów ustanowienia sakramentu, jednak – przynajmniej według niektórych komentatorów – symbolika używana przez apostoła pozwala w słowach i gestach Jezusa dostrzec sens głębszy, sakramentalny. Treści dotyczące Eucharystii przekazane są w mowie pożegnalnej Jezusa, zawartej w rozdz. 13–16, oraz w mowie O Chlebie życia – rozdz. 6, 26–65.

## Fragmenty biblijne

### Ustanowienie Eucharystii
Cztery fragmenty Nowego Testamentu mówią o ustanowieniu Eucharystii. Ze względu na podobieństwa i różnice egzegeci uznają, że są zapisem różnych tradycji liturgicznych sprawowania Eucharystii w lokalnych wspólnotach. Wyróżnia się dwie tradycje: antiocheńską i palestyńską.

#### Tradycja antiocheńska: Łukasz i Paweł
W tradycji liturgicznej pochodzącej przypuszczalnie ze wspólnot z Antiochii oraz Azji Mniejszej napisane zostały tekst z Ewangelii św. Łukasza 22, 14–20 oraz fragment z 1 Listu do Koryntian 11,23nn apostoła Pawła:
Ja bowiem otrzymałem od Pana to, co wam przekazałem, że Pan Jezus tej nocy, kiedy został wydany, wziął chleb (24) i dzięki uczyniwszy połamał i rzekł: To jest Ciało moje które za was będzie [wydane]. Czyńcie to na moją pamiątkę! (25) Podobnie, skończywszy wieczerzę, wziął kielich, mówiąc: Ten kielich jest Nowym Przymierzem we Krwi mojej. Czyńcie to, ile razy pić będziecie, na moją pamiątkę! (26) Ilekroć bowiem spożywacie ten chleb albo pijecie kielich, śmierć Pańską głosicie, aż przyjdzie. (27) Dlatego też kto spożywa chleb lub pije kielich Pański niegodnie, winny będzie Ciała i Krwi Pańskiej. (28) Niech przeto człowiek baczy na siebie samego, spożywając ten chleb i pijąc z tego kielicha. (29) Kto bowiem spożywa i pije nie zważając na Ciało [Pańskie], wyrok sobie spożywa i pije. (30) Dlatego to właśnie wielu wśród was słabych i chorych i wielu też umarło (Cały fragment: 1 Kor 11, 20–34).

#### Tradycja palestyńska: Marek i Mateusz
Przypuszcza się, ze względu na styl wykazujący podobieństwa z aramejskim, że opis z Ewangelii Marka oraz Mateusza powstał zgodnie z liturgiczną tradycją pochodzącej z Palestyny:
Ewangelia Marka 14, 22–26: A gdy jedli, wziął chleb, odmówił błogosławieństwo, połamał i dał im mówiąc: Bierzcie, to jest Ciało moje. Potem wziął kielich i odmówiwszy dziękczynienie dał im, i pili z niego wszyscy. I rzekł do nich: To jest moja Krew Przymierza, która za wielu będzie wylana. Zaprawdę, powiadam wam: Odtąd nie będę już pił z owocu winnego krzewu aż do owego dnia, kiedy pić go będę nowy w królestwie Bożym (Przekład BT).
Ewangelia Mateusza Mt 26, 26–30: A gdy oni jedli, Jezus wziął chleb i odmówiwszy błogosławieństwo, połamał i dał uczniom, mówiąc: Bierzcie i jedzcie, to jest Ciało moje. Następnie wziął kielich i odmówiwszy dziękczynienie, dał im, mówiąc: Pijcie z niego wszyscy, bo to jest moja Krew Przymierza, która za wielu będzie wylana na odpuszczenie grzechów. Lecz powiadam wam: Odtąd nie będę już pił z tego owocu winnego krzewu aż do owego dnia, kiedy pić go będę z wami nowy, w królestwie Ojca mojego (Przekład BT).

### Tradycja Jana
Ciało moje jest prawdziwym pokarmem, a Krew moja jest prawdziwym napojem. Kto spożywa moje Ciało i Krew moją pije, trwa we Mnie, a Ja w nim. Jak Mnie posłał żyjący Ojciec, a Ja żyję przez Ojca, tak i ten, kto Mnie spożywa, będzie żył przeze Mnie. To jest chleb, który z nieba zstąpił – nie jest on taki jak ten, który jedli wasi przodkowie, a poumierali. Kto spożywa ten chleb, będzie żył na wieki. (J 6, 55–58), por. opis Ostatniej wieczerzy rozdz. 13–17.

## Historia Eucharystii
Przez pierwsze sto lat po zmartwychwstaniu Jezusa jego uczniowie zbierali się na sprawowanie Eucharystii w domach i mieszkaniach, a także w wynajętych salach publicznych. Jest prawdopodobne, że spotykali się także w grotach, jak np. w Betlejem i Getsemani, gdzie odnaleziono ślady liturgii chrześcijańskiej z okresu przed-bizantyńskiego.

### Korzenie starotestamentalne
Trwają dyskusje uczonych, czy Ostatnia Wieczerza Jezusa była celebrowana dokładnie zgodnie z obrzędami żydowskiej Paschy, czy nie. Faktem bezspornym, uznawanym przez wszystkich jest to, że Chrystus ustanowił Eucharystię, posługując się symboliką paschalną i korzystając z unikatowych żydowskich modlitw błogosławienia Boga i dziękczynienia Mu, zwanymi po hebrajsku berakoth. Również Jego Pamiątka, którą polecił uczniom sprawować, była swego rodzaju technicznym pojęciem judaizmu.

#### Pamiątka
Pojęcie pamiątki, znane w religijności judaizmu czasów Jezusa, daje odpowiedź na to, czy mistrz z Nazaretu zostawił jakąś konkretną ustaloną ceremonię, rytuał, zgodnie z którym jego uczniowie mieli wspominać Jego Mękę i Śmierć i Zmartwychwstanie: to czyńcie na Moją Pamiątkę (Łk 22,19). Seder Amram Gaon, jeden z najstarszych zbiorów modlitw żydowskich podaje następujący tekst świątecznego błogosławieństwa (hebr. berākāh) przy trzecim kielichu – kielichu błogosławieństwa wypijanym po posiłku – w którym słowo pamiątka jest używane wielokrotnie:

Boże nasz i Boże naszych ojców, niech wspomnienie o nas i o naszych ojcach, wspomnienie o Jeruzalem, Twoim mieście, wspomnienie o Mesjaszu, synu Dawida, Twojego sługi, i wspomnienie o Twoim ludzie, o całym domu Izraela powstanie i przyjdzie, niech przybędzie, niech stanie się widzialne, przyjęte, usłyszane, przypomniane i zaznaczone przed Tobą, dla wyzwolenia, dla dobra, łaski, współczucia i miłosierdzia w tym dniu... (tu wypowiada się nazwę święta). Pamiętaj o nas, Panie, nasz Boże, by wyświadczyć nam dobro z jego powodu. Nawiedź nas ze względu na niego i zbaw nas dla niego, ożywiając nas słowem zbawienia i miłosierdzia. Oszczędź nas, uczyń nam łaskę i okaż nam swoje miłosierdzie, ponieważ jesteś Bogiem i królem łaskawym i miłosiernym (Traktat Berakoth III, 49 a).

Słowo pamiątka jest tu użyte w znaczeniu świętego znaku, który Bóg dał swemu ludowi, zachowującemu go jako swój największy duchowy skarb. Znak ten, celebrowany w dniu świątecznym, oznacza kontynuację wielkich dzieł Bożych w czasie, w którym się odprawia święto. Jezus w miejscu, które normalnie przysługuje temu świątecznemu błogosławieństwu przy trzecim kielichu, najprawdopodobniej wypowiedział swoje własne słowa o pamiątce swej Krwi wylanej za Nowe Przymierze. Słowo pamiątka występowało w judaizmie zarówno w trzecim błogosławieństwie, jak i w modlitwach Abodah służących poświęcaniu ofiar ze zwierząt składanych w Świątyni, co wskazuje na ofiarniczy charakter tego terminu. W ten sposób, poprzez błogosławieństwo (berākāh) chleba i wina jako Jego Ciała i Krwi, będącej odtąd na zawsze substancją Pamiątki, Jezus nadał znaczenie Ofiary swemu Krzyżowi i poprzez to usunął wszelkie wcześniejsze ofiary.
Jak podkreślił L. Bouyer, w czasie Ostatniej Wieczerzy krzyż Chrystusa i chrześcijańska Eucharystia otrzymały od Jezusa w sposób nieodłączny charakter Ofiary. Jezus stał się nowym barankiem paschalnym, złożonym w ofierze dla nowego przymierza, zgodnie z planem Bożym. Proklamuje się to w Eucharystii poprzez błogosławienie Boga – czyni się to najpierw wobec Boga, a nie wobec świata, gdyż proklamacja jest odwołaniem do Jego działania. Bowiem przywoływanie śmierci Chrystusa jest Bożym gwarantem Jego wierności wobec dzieła zbawienia ludzkości. Realizacja tego błogosławieństwa-dziękczynienia (berākāh) ma charakter eschatologiczny, dokona się bowiem w pełni, gdy Chrystus przyjdzie na końcu czasów (1 Kor 11,26).

#### Błogosławieństwa (berakot)
Błogosławieństwo-dziękczynienie (gr. eucharistia) zaniesione przez Jezusa w czasie ustanowienia Eucharystii, a potem przez Jego uczniów, gdy ją celebrowali, było więc typową formą liturgii żydowskiej. W pobożności Izraela było ono odpowiedzią modlitewną na słowo Boże osoby posłusznej w wierze Bogu. Chrystus, jako Mesjasz nadał nową chrześcijańską treść błogosławieństwu, odnosząc je do ustanawianego przez swoją mękę, śmierć i zmartwychwstanie Nowego Przymierza. Prototypem chrześcijańskich dziękczynnych modlitw eucharystycznych – błogosławieństw, berakot – były dłuższe, świąteczne żydowskie błogosławieństwa wznoszone czy to przy posiłkach w domu, tzw. Birkat hamazon, czy też w modlitwie synagogalnej, zwłaszcza te poprzedzające śpiew Szema Izrael. Berakot poświęcone są cały rozdział w Misznie i cała sekcja w Toseftah – dwóch częściach Talmudu.

### Pierwsze sto lat

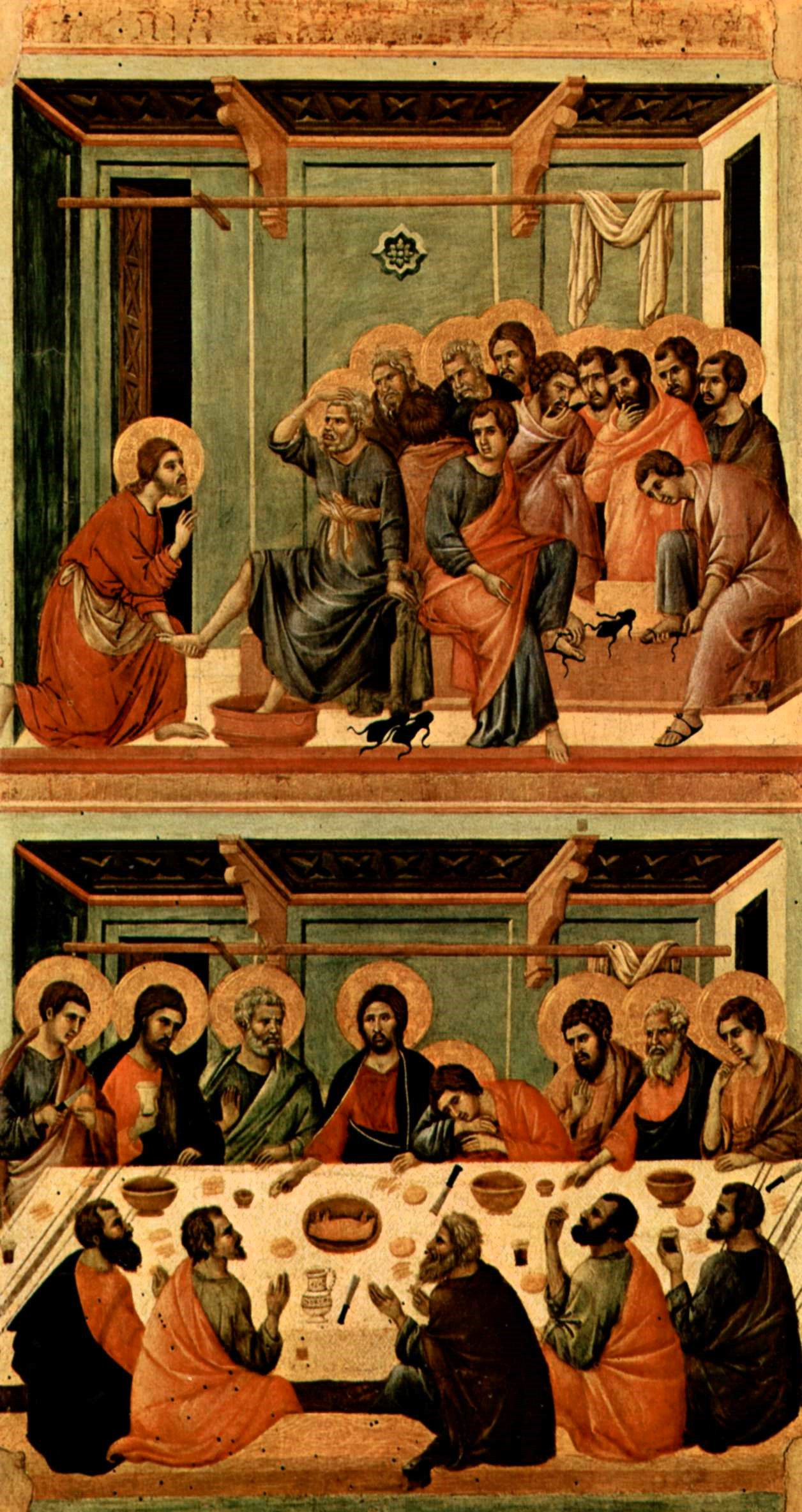
Ostatnia Wieczerza, mal. Duccio di Buoninsegna (ok. 1308–1311), obrazy ołtarzowe w katedrze w Sienie.

W tym okresie Eucharystia była prywatnym posiłkiem chrześcijan, poprzez który dopełniali publiczną liturgię synagogalną, w której w dalszym ciągu uczestniczyli jako Żydzi. Była ona dla nich nową Paschą, wypełnieniem sederu, czyli uczty paschalnej Izraela. Jak podkreślił Augustyn Jankowski, nie można porównywać Ostatniej Wieczerzy, na której Jezus ustanowił swoją „pamiątkę”, anamnezę chrześcijańską, do zwykłej kolacji. Jezus sprawował ją jako „pamiątkę” (hebr. zikarón) swojej śmierci i zmartwychwstania. I czynił to w najświętszy wieczór roku, kiedy obchodzono święto Pesach. Jezus nadał pełny i ostateczny sens tej najdonioślejszej ze wszystkich uroczystości Izraela. Każda Eucharystia uczniów Jezusa była więc nową chrześcijańską Paschą, której więź z dawną ucztą paschalną judaizmu miała charakter wewnętrzny, typologiczny, a więc zbawczy. Zdaniem Ferdinanda Hahna wczesnochrześcijańska Wieczerza Pańska, nazywana w gminie aramejskiej „łamaniem chleba”, miała trzy źródła – wspólnotę stołu z Jezusem w okresie przedpaschalnym, Ostatnią Wieczerzę oraz spotkania ze zmartwychwstałym Jezusem podczas posiłków. Spośród nich Ostatnia Wieczerza stanowiła centrum, wokół którego ukształtowała się chrześcijańska praktyka. Wieczerza Pańska oznaczała na początku społeczność z ukrzyżowanym i wskrzeszonym przez Boga Chrystusem, była wyrazem przynależności do niego i doświadczenia jego żywej obecności. Wierzono w obecność jego słowa i dzieła podczas sprawowania pamiątki.
Eucharystia najuroczyściej sprawowana była w czasie dorocznej uroczystości Wielkiej Nocy, ale także, na wzór żydowskiego szabatu, który odwołuje się do tajemnicy paschalnej, każda niedziela czyli pierwszy dzień tygodnia, nazywany w pierwotnym Kościele także ósmym dniem, była świętowana jako pascha tygodnia poprzez sprawowanie Eucharystii. Jan Paweł II w liście apostolskim Dies Domini przytoczył świadectwa tej praktyki:

«My świętujemy niedzielę, aby wspominać chwalebne zmartwychwstanie naszego Pana Jezusa Chrystusa nie tylko w dzień Wielkanocy, ale każdego tygodnia»: tak pisał na początku V w. papież Innocenty I, poświadczając praktykę powszechnie już przyjętą, która zaczęła się rozpowszechniać w pierwszych latach po zmartwychwstaniu Pańskim. Św. Bazyli mówi o «świętej niedzieli, uczczonej zmartwychwstaniem Pańskim, która jest pierworodnym pośród wszystkich dni». Św. Augustyn nazywa niedzielę «sakramentem Paschy».
Ta głęboka więź między niedzielą a zmartwychwstaniem Pańskim jest bardzo mocno podkreślana przez wszystkie Kościoły, zarówno na Zachodzie, jak i na Wschodzie. Zwłaszcza w tradycji Kościołów Wschodnich każda niedziela jest anastásimos heméra – dniem zmartwychwstania – i właśnie ze względu na ten swój charakter stanowi centrum całego kultu (Dies Domini, 19).

Jednym ze świadectw paschalnego charakteru wczesnej Eucharystii jest dialog – bez wątpienia pochodzenia semickiego – na początku prefacji rozpoczynającej Kanon rzymski. Jest on najstarszą formułą liturgiczną, zachowaną jeszcze tylko w liturgii eucharystii egipskiej. Trzeci wers jest zapisem pierwotnego, paschalnego wezwania do dziękczynienia, którym było błogosławieństwo zwane birkat ha-mazon przy trzecim kielichu paschalnym (dosł. (gr.) eucharistía):
Pan z wami.

– I z duchem twoim.

W górę serca.

– Wznosimy je do Pana.

Dzięki składajmy Panu Bogu naszemu.

– Zaprawdę godne to i sprawiedliwe.
Powyższy dialog został także zachowany w liturgii Kościoła Ewangelicko-Augsburskiego w RP (w formie niewiele odbiegającej od przedstawionej).
Jednym z pierwszych świadectw apostolskiej liturgii Eucharystii jest Didache, w której berakoth judaizmu zostały przejęte prawie w całości i uzupełnione wstawkami chrześcijańskimi, dotyczącymi Jezusa. Innym podobnym starożytnym świadkiem takiej liturgii są Konstytucje apostolskie.

### Okres po-apostolski: II i III wiek
Jak wykazał metropolita Jan (Ziziulas), wszystkie zachowane teksty liturgiczne i kanoniczne pierwszych trzech stuleci począwszy od czasów ojców apostolskich (np. Tradycja apostolska Hipolita i syryjskie Didascalia Apostolorum) świadczą, że głównym przewodniczącym Eucharystii był biskup, zaś zadaniem prezbiterów było jedynie asystowanie biskupowi. I dlatego z początku jedynie biskup był nazywany hiereus lub sacerdos w nawiązaniu do arcykapłańskiego tytułu Jezusa. Zizioulas zwrócił uwagę na modlitwę święceń prezbiteratu zawartą we fragmencie Tradycji Hipolita:

Modlitwa przeznaczona do święcenia prezbiterów podawana przez Tradycję Apostolską (Hipolita), w przeciwieństwie do przeznaczonej do święcenia biskupów, nie wie nic o prawie prezbiterów do ofiarowania Eucharystii. Zamiast tej funkcji, kandydat, którego święcenia włączają do grona prezbiterów, otrzymuje charyzmat: (a) do rządzenia ludem Bożym z czystym sercem, jako kontynuację pracy starszych (prezbiterów) Starego Testamentu wybranych przez Mojżesza, oraz (b) nauczania i napominania ludu. Rzeczywiście, prezbiterzy początkowo jawią się jako doradcy biskupa w administracji i tworzą radę Biskupią (synedrion).

Opis wczesnej Eucharystii dał Justyn Męczennik (ok. 100–167) w apologii napisanej ok. 155 r. do cesarza Antoninusa. Autor określił szczególny dzień, w którym zbierano się na Eucharystię, był to dzień tygodnia, który w Cesarstwie rzymskim nazywał się „dniem słońca”:

W dniu zwanym dniem Słońca odbywa się w oznaczonym miejscu zebranie wszystkich nas, zarówno z miast jak i ze wsi (1 Apologia 65).

Justyn opowiadał cesarzowi, że zgromadzeni najpierw czytali „pamiętniki apostolskie” i słuchali napomnień przewodniczącego, potem była modlitwa wstawiennicza, pocałunek pokoju, po którym przewodniczący „składał długie dziękczynienie” (gr. eucharistia) nad chlebem i winem, następnie diakoni „rozdzielali obecnym Eucharystię, czyli Chleb, oraz Wino z wodą, nad którymi odprawiano modlitwy dziękczynne”. Jak zauważa Katechizm Kościoła Katolickiego, opis Justyna podaje zasadnicze elementy Eucharystii, które zawiera ona także w naszych czasach:
1. zgromadzenie się uczestników
2. liturgia słowa z czytaniami, homilią i modlitwą powszechną
3. liturgia eucharystyczna, z przygotowaniem chleba i wina, konsekracją w czasie dziękczynienia i komunią[40].

### Okres patrystyczny: IV-VI wiek
Po Edykcie mediolańskim (313 r.) obserwuje się radykalną zmianę w porównaniu z poprzednim okresem w stosunku do przewodniczącego Eucharystii. W tekstach pochodzących z IV w., a także w późniejszych, m.in. w przeredagowanych wydaniach Tradycji Hipolita, zwanych Kanonami Hipolita czy w ósmej księdze Konstytucji apostolskich pojawił się pogląd, że prezbiter nie różni się od biskupa co do funkcji przewodzenia celebracjom eucharystycznym, różnica istnieje jedynie w prawie do udzielania święceń. Podobnie wypowiadają się Hieronim i Jan Chryzostom. Eucharystia jest rozumiana w tym okresie jako podstawowy sakrament budowania jedności Kościoła. Ten aspekt będzie później na Zachodzie w średniowieczu, w scholastycznej katolickiej teologii Eucharystii całkowicie pomijany milczeniem, na rzecz podejścia indywidualistycznego, za którym stało jurydyczne ujęcie zbawienia, widzące w ofierze Chrystusa zapłatę za wykupienie z grzechów (odkupienie).
Akta starożytnych synodów ukazują, że w Eucharystii uczestniczyli jedynie ci, którzy nie trwali w grzechu, zgodnie ze słowami 1 Listu Jana 3,6: Każdy, kto trwa w Nim, nie grzeszy, żaden zaś z tych, którzy grzeszą, nie widział Go ani Go nie poznał. Do komunii nie był dopuszczony nikt, kto należał do stanu pokutników – aż do dnia, w którym biskup pojednał go ze wspólnotą Kościoła. Kanon 29 synodu w Epaone (517 r.) w Galii mówi o tym, że jedynie apostaci mają opuścić zgromadzenie razem z katechumenami przed rozpoczęciem Eucharystii. Świadczy to prawdopodobnie o tym, że w Kościele starożytnym jedynie ta grupa pokutników nie mogła być obecna podczas sprawowania liturgii Eucharystii. Pozostali pokutnicy uczestniczyli w liturgii, ale nie byli dopuszczeni do Stołu Pańskiego. Synod precyzował także zasady odbywania pokuty po grzechu śmiertelnym. Np. w kanonie 22 synod polecił, by kapłana lub diakona, który popełnił grzech śmiertelny zwolnić z jego obowiązków i zamknąć w klasztorze, gdzie mógł uczestniczyć w Eucharystii jedynie jako świecki. Kanon 3 ustalił, że ci, którzy w przeszłości byli w stanie pokutnym nie mogli być dopuszczeni do stanu duchownego.
Na początku V w., Augustyn z Hippony (354-430) ukazywał jako podstawowe znaczenie Eucharystii to, że jako sakrament buduje ona wspólnotę ochrzczonych tworząc z nich jedno Ciało Chrystusowe. W homilii 227, wygłoszonej w Niedzielę Wielkanocną, zapewne już wieczorem, po odpoczynku, mówił do nowo ochrzczonych:

Pamiętam o mojej obietnicy. Tym z was, którzy zostaliście ochrzczeni, obiecałem homilię objaśniającą Sakrament Stołu Pańskiego, który teraz tu widzicie, i którego zeszłej nocy staliście się uczestnikami. (...) Powierza się wam w tym chlebie to, jak bardzo powinniście miłować jedność. Czyż bowiem ów chleb uczyniony został z jednego ziarna? Czy nie wiele było ziaren pszenicy? Przez wodę zostały połączone po pewnego rodzaju skruszeniu (contritio). Pszenica bowiem, jeśli nie zostanie zmielona i pokropiona wodą, nie osiąga bynajmniej jednorodnej postaci, którą określa się mianem chleba. Tak i wy przedtem zostaliście zmieleni upokorzeniem postu i sakramentem egzorcyzmu. Przyszedł moment chrztu i zostaliście jakby pokropieni (conspersi), by przyjąć postać chleba. Ale nie ma chleba bez ognia. Co zaś oznacza ogień, czyli namaszczenie olejem /(łac.) chrisma olei/? Tak, sakrament karmi ogniem Ducha Świętego....

Biskup Hippony wyróżniał w celebrowaniu Eucharystii różne poziomy. Najpierw jest poziom zewnętrzny, czysta symbolika, przemawiająca do wyobraźni i umysłu. Za tą symboliką kryje się poziom rzeczywistości sakramentalnej. Staje się on obecny poprzez samą celebrację. Jest to Eucharystia jako prawdziwe ciało i krew Chrystusa, ale pod postacią chleba i wina. Na określenie tego poziomu Augustyn używał słowa sakrament. Późniejsza teologia nazwie to: res et sacramentum (rzeczywistość i sakrament). W wyniku połączenia ciała i krwi Chrystusa pod sakramentalnymi postaciami z tymi, którzy celebrują Eucharystię – łącząc się w jednym ciele dzięki łasce Ducha Świętego – powstaje ostateczna rzeczywistość Eucharystii (res), czyli jedność Kościoła jako ciała Chrystusa, Głowy i członków. Do tego właśnie ciała Chrystusa, jak zauważył Liam G. Walsh OP, kieruje w swej teologii eucharystycznej Augustyn większość swej uwagi.
Augustyn tłumaczył też jakie jest chrześcijańskie znaczenie Eucharystii jako ofiary – w odróżnieniu do pogańskiego rozumienia ofiar. W księdze X Państwa Bożego, w rozdz. 4 i 5 podkreślał, że chrześcijańskie przeżywanie ofiary cechują wewnętrzność i duchowość. Stwierdził, że widzialna ofiara jest sakramentem, czyli pewnym świętym znakiem niewidzialnej ofiary. Określenie to cieszyło się popularnością wśród teologów średniowiecznych. Podobnie jak inne jego stwierdzenie z początku rozdz. 6:

Prawdziwą ofiarą jest przeto każde dzieło, które się przyczynia do połączenia nas świętą wspólnotą z Bogiem, to znaczy dzieło odnoszące się do owego najwyższego dobra, dzięki któremu możemy stać się naprawdę szczęśliwi (Państwo Boże X,6).

Augustyn ukazywał, że życie w służbie Boga jest składaniem ofiar Bogu (por. Rz 12,1). Nie składają ich sami chrześcijanie – ofiara ich życia jest składana Bogu przez Chrystusa, który jest Najwyższym Kapłanem. On sam, jako Głowa ciała Kościoła ofiarował się w swej Męce, aby uczynić ich członkami swego ciała. To właśnie chrześcijanie przeżywają w sakramencie Eucharystii. Eucharystia jest ofiarą, ponieważ jest sakramentem lub świętym znakiem tej jednej rzeczywistości, która jest ofiarą Chrystusa, głowy i członków.

## Ekumeniczne określenie Eucharystii
Według ekumenicznej deklaracji Światowej Rady Kościołów:

Eucharystia jest pamiątką ukrzyżowanego i zmartwychwstałego Chrystusa, czyli żywym i skutecznym znakiem Jego ofiary, złożonej raz na zawsze na krzyżu i działającej do tej pory dla całej ludzkości.

Wagę Eucharystii ukazuje nazwa, którą stosowano w odniesieniu do niej i do chrztu w scholastycznej teologii średniowiecznej: sakramenty pierwszorzędne ((łac.) sacramenta potissima, principaliora). Eucharystia została ustanowiona pośród dziękczynienia złożonego Bogu Ojcu przez Jezusa podczas ostatniej wieczerzy, jako sakramentalna pamiątka Paschy Nowego Przymierza, będąca wypełnieniem Paschy żydowskiej. Jest celebrowana w liturgii praktycznie wszystkich wyznań chrześcijańskich, zgodnie z testamentem Pana: „to czyńcie na Moją Pamiątkę”.
Od czasu ostatniej wieczerzy, przebieg liturgii eucharystii doznał wielu przekształceń i uzupełnień. Podstawowe elementy stanowiące o jej istocie i roli w życiu Kościoła wiernie przekazywano jako część Tradycji Apostołów. Jeden z poważniejszych kryzysów dotyczących rozumienia i praktyki sprawowania Eucharystii miał miejsce w wyniku reformacji. Kryzys ten do dziś dnia, mimo dialogu ekumenicznego po soborze watykańskim II nie został zażegnany. Głównym punktem spornym pozostaje kwestia rozumienia słów Jezusa „to jest Ciało moje” (por. Mt 26,26 i par.) w odniesieniu do chleba eucharystycznego. Doktryna katolicka o transsubstancjacji nie jest akceptowana przez Kościoły tradycji reformacyjnej. Pokazuje to ekumeniczny dokument z Limy. Nie umieszczono w nim twierdzenia o trwałej obecności Chrystusa w postaciach chleba i wina po zakończeniu celebracji eucharystycznej. Poznanie wczesnego okresu historii rozwoju liturgii Eucharystii zawdzięcza się ruchowi liturgicznemu.
W Kościele prawosławnym i w katolickim obrządku bizantyjskim wierni otrzymują komunię pod obiema postaciami, przy czym chleb przeznaczony do konsekracji jest kwaszony (a nie przaśny jak w Kościele katolickim). Przyjmowanie tylko postaci chleba jako komunii jest starą praktyką, która w czasach soboru w Konstancji wywoływała duże spory: był to ważny punkt kontrowersji z Janem Husem i jego zwolennikami (cztery artykuły praskie). Jeżeli wierni są odpowiednio przygotowani formacyjnie, komunia pod dwiema postaciami jest udzielana również w Kościele rzymskokatolickim – zwykle pod dwiema postaciami komunikuje tylko celebrans. W Kościołach starokatolickich eucharystia udzielana jest zwykle pod obiema postaciami, zaś w mariawickich zawsze.

## Teologia i praktyka poszczególnych Wspólnot
Wszystkim wyznaniom chrześcijańskim chodzi o ten sam sakrament (tajemnicę według terminologii prawosławnej), jednak rozumienie eucharystii oraz jej forma liturgiczna (Komunia w jednej lub dwóch postaciach) różnią się między sobą zależnie od Kościoła.
Główny punkt sporny w interpretacji znaczenia eucharystii między wyznaniami chrześcijańskimi dotyczy charakteru obecności Chrystusa w chlebie i winie i jej natury, spożywania eucharystii pod dwiema postaciami (chleb i wino) lub pod jedną (chleb) oraz pojmowania jej jako ofiary.

### Kościół katolicki

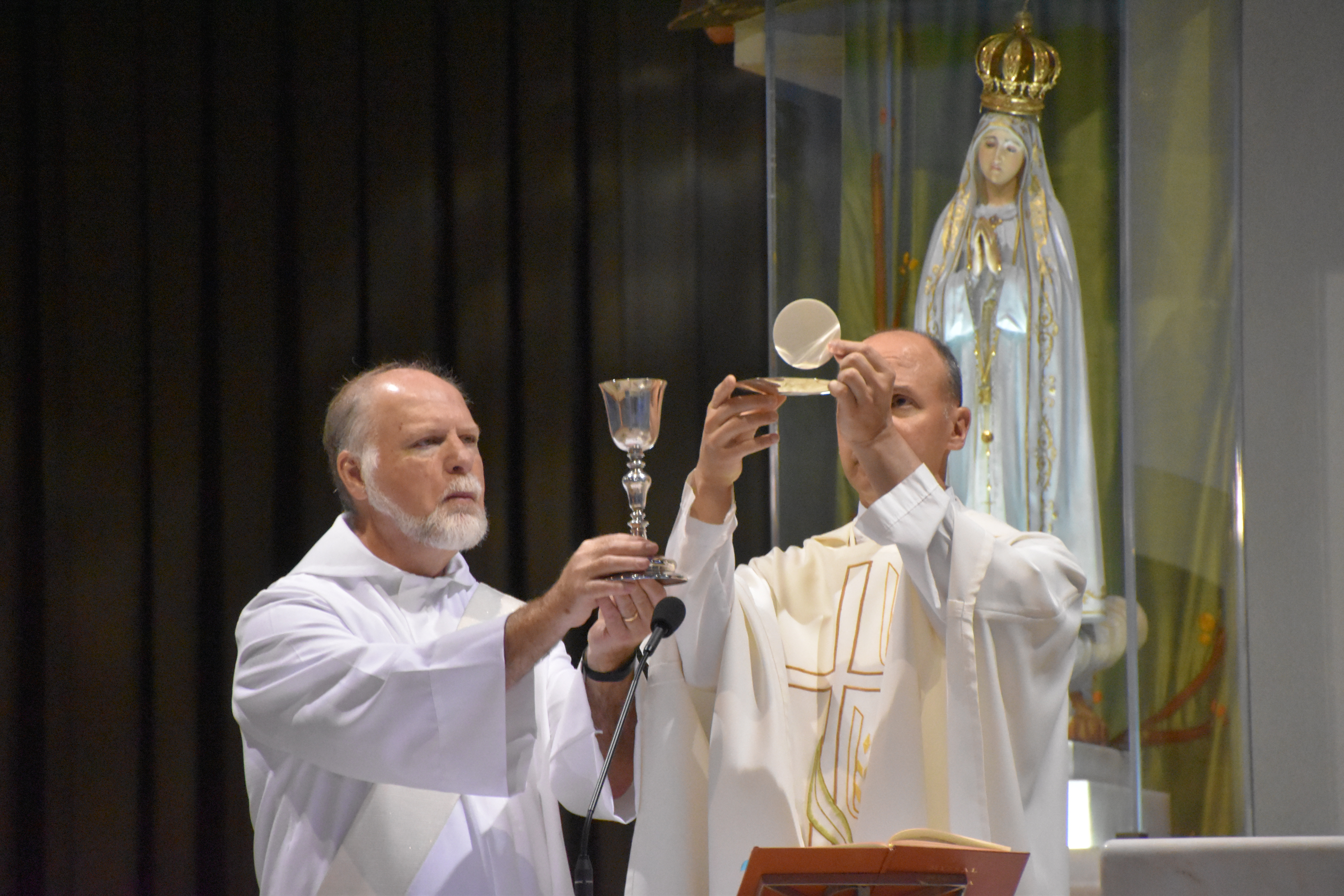
Eucharystia katolicka w Sanktuarium Matki Bożej Fatimskiej (Portugalia)

Według określenia katolickiego posoborowego Katechizmu:

Eucharystia jest pamiątką Paschy Chrystusa, to znaczy dzieła zbawienia wypełnionego przez Jego życie, śmierć i zmartwychwstanie. Dzieło to uobecnia się w czynności liturgicznej (KKK 1409).

Oficjalne watykańskie wprowadzenie do Mszału Rzymskiego stwierdza, że wszystkie miejsca, obrzędy i teksty, które składają się na celebrację Eucharystii w katolicyzmie, są wypełnieniem polecenia samego Chrystusa, który mając sprawować z uczniami ucztę paschalną, na której ustanowił Ofiarę swego Ciała i Krwi, polecił przygotować przestronną komnatę, usłaną (Łk 22,12) (OWMR 1).
Kościół rozumie sprawowanie Eucharystii jako wyrażanie i urzeczywistnianie więzi, komunii z Bogiem i wzajemnej więzi wiernych chrześcijan. Jest Ona uznana za najważniejszy przejaw działania Bożego, które dokonuje się przez Chrystusa i Kościół w świecie (por. KKK 1325).
W okresie po soborze trydenckim, podkreślano szczególnie wymiar ofiarny śmierci Chrystusa na krzyżu i to, że Eucharystia jest jej uobecnieniem, a więc ofiarą mającą przez łaskę zbawczy wpływ na wszechświat. Podkreślanie wymiaru ofiarnego było reakcją Magisterium Kościoła na poglądy części ojców protestantyzmu, którzy widzieli w Eucharystii jedynie ucztę braterską. Z tego czasu w praktyce duszpasterskiej pozostało mówienie o składaniu ofiary mszy w różnych intencjach, także za zmarłych, będących w czyśćcu. Ofiara mszy nie jest jednak rozumiana przez Magisterium Kościoła jako osobna, odrębna od ofiary Chrystusa dokonanej raz na ołtarzu krzyża, lecz jest uobecnieniem i uczestnictwem w tej ostatniej: „Ofiara Chrystusa i ofiara Eucharystii są jedną ofiarą” (KKK 1367). Jak zauważył Max Thurian anamneza, pamiątka liturgiczna śmierci, zmartwychwstania i wniebowstąpienia Pana wyraża ofiarę, staje się ofiarą uwielbienia i chwały. Kapłan przewodniczący Eucharystii w zjednoczeniu z Chrystusem-Kapłanem, obecnym rzeczywiście pod postaciami swojego Ciała i Krwi, składa Ojcu pamiątkę jedynej ofiary oraz odwołuje się do Chrystusowego nieustannego wstawiennictwa. „Anafory, zachowując doskonałą równowagę teologiczną, wyrażają ów nierozerwalny związek między jedyną ofiarą Chrystusa i ofiarą Kościoła: związek ten jest gwarantowany przez rzeczywistą obecność Chrystusa, Najwyższego Kapłana, którego nieustanne wstawiennictwo aktualizuje jedyną ofiarę, oraz przez fakt, że Kościół nie posiada czystszej ofiary poza pamiątką męki, zmartwychwstania i wstawiennictwa jedynego Pośrednika”.
Eucharystia celebrowana jest przez cały Kościół, tzn. biskupa lub prezbitera i zgromadzonych wiernych, którzy razem uobecniają zmartwychwstałe ciało Chrystusa. Przewodniczący celebracji na mocy święceń jest znakiem-sakramentem Chrystusa-głowy wobec zgromadzenia. Sprawuje on Eucharystię in persona Christi – uosabiając Chrystusa. Stąd sam Chrystus, kryjąc się pod tym znakiem-sakramentem, którym jest biskup lub prezbiter, sprawuje Eucharystię.
Inna popularna nazwa Eucharystii to msza. Jest to spolszczone łacińskie słowo missa, pochodzące od ostatnich słów rozesłania: (łac.) Ite missa est – idźcie, jesteście rozesłani (dosł. Idźcie (wspólnota kościoła) została rozesłana).

#### Uroczystość Bożego Ciała
Dla podkreślenia ważności Eucharystii w życiu Kościoła, od XIII wieku w kalendarzu liturgicznym obrządku łacińskiego znajduje się uroczyste święto liturgiczne. Ma ono rangę największych uroczystości kościelnych. Obchodzi się je w czwartek lub najbliższą niedzielę po Uroczystości Trójcy Świętej. Uroczystość ta została ustanowiona dzięki staraniom Julianny z Cornillon, mniszki z Liège w dzisiejszej Belgii, która miała na ten temat objawienia prywatne. Pod jej wpływem Robert z Thourotte, biskup miasta, ustanowił w 1246 r. uroczystość dla swej diecezji. W 1252 r. została ona rozszerzona na Niemcy, a następnie, za sprawą bulli Transiturus wydanej w 1264 r. przez papieża Urbana IV stała się uroczystością ogólno-kościelną. Tomasz z Akwinu ułożył specjalne teksty liturgiczne na te uroczystość. Hymny z tego oficjum, Przed tak wielkim Sakramentem oraz O zbawcza Hostio są powszechnie śpiewane w czasie nabożeństw z wystawionym Najświętszym Sakramentem.

#### Sobór trydencki o Eucharystii
Sobór trydencki, jako Sobór kontrreformacyjny, przypomniał na nowo katolicką naukę o Eucharystii, podkreślając te aspekty, które w nauczaniu reformatorów w ocenie Magisterium Kościoła były herezją, czyli zanegowaniem wiary chrześcijańskiej i Tradycji apostolskiej. Sobór podkreślił szczególnie:
1. Rzeczywistą i substancjalną i trwałą obecność całego Jezusa Chrystusa w Najświętszym Sakramencie Eucharystii (kanon 1).
2. Doktrynę o przeistoczeniu (transubstancjacja) i wynikającą z tego praktykę adoracji i przechowywania w tabernakulum sakramentu Eucharystii.
3. Konieczność bycia pojednanym z Chrystusem. W wypadku grzechu ciężkiego – poprzez sakramentalną spowiedź (por. Kanon 11).

Nauka soboru na temat Eucharystii otrzymała klauzulę, która była typowa dla sformułowań soborów powszechnych – każdy, kto nie zgadza się z tymi stwierdzeniami dogmatycznymi, podpada pod anatemę, czyli wyłączenie ze społeczności wierzących.
Sobór trydencki dał początek tzw. erze rubrycystów, czyli okresowi, w którym podkreślano w Eucharystii aspekty ceremonialne i prawne, podczas gdy aspekty teologiczne i symboliczne pozostawały w cieniu. Było to swego rodzaju odwrócenie porządku, gdyż prawo kościelne może być tylko następstwem sensu teologicznego i (w dalszej kolejności) rozwoju historycznego służby Bożej w Kościele, a także troski duszpasterskiej Kościoła.

#### Odnowa Eucharystii na soborze watykańskim II
Zasady odnowy liturgii Eucharystii zostały określone przez sobór watykański II w konstytucji o liturgii Sacrosanctum concilium (1963). Sobór pragnął przywrócić pierwsze miejsce sprawowaniu Eucharystii, które po soborze trydenckim, w duchu kontrreformacji, zostało w parafiach usunięte w cień przez nabożeństwa ku jej czci. Intencją soboru było także przywrócenie właściwego miejsca w celebracji wiernym świeckim. Chodziło o ich świadome i pełne uczestnictwo ((łac.) actuosa participatio) – postulat wysuwany przez teologów Ruchu Liturgicznego. Życzenie soboru zostało po czterdziestu latach na nowo podjęte w n. 64 adhortacji Sacramentum Caritatis (2007) Benedykta XVI, w postaci wezwania do upowszechnienia katechezy mistagogicznej.
Według J. Ratzingera, w okresie potrydenckim rozpowszechniło się w Kościele katolickim zbyt scholastyczne, abstrakcyjne podejście do liturgii Eucharystii. Scholastyczna teologia sakramentalna nie rozumiała liturgii jako żywej tkanki Tradycji, która w historii przybrała konkretną postać, i którą należy przeżywać w jej całokształcie, nie rozczłonkowując na kawałki. Doszło do oderwania definicji Eucharystii od żywej celebracji liturgicznej:

Na tej podstawie, ludzie mogą zredukować „substancję” do materii i formy sakramentu i powiedzieć: chleb i wino są materią sakramentu; słowa instytucji są jej formą. Tylko te dwie rzeczy są naprawdę konieczne; wszystko inne można zmieniać. W tym punkcie moderniści i tradycjonaliści się zgadzają: jak długo obecna jest materia darów i wypowiadane są słowa ustanowienia, wtedy wszystko inne jest otwarte na dowolne zmiany.

Według kardynała Ratzingera Ruch liturgiczny w dobie soboru watykańskiego próbował zaradzić tej redukcjonistycznej postawie. Jednak wielu księży, a także liturgistów katolickich, mimo reformy soborowej, kontynuuje scholastyczne podejście do liturgii, wprowadzając dowolne zmiany do Eucharystii, motywując to względami duszpasterskimi. Eucharystia – według Ratzingera – sprowadzana jest tym sposobem do rzeczywistości magicznej lub traci jakikolwiek sens.
Sobór watykański II, cytując znaną modlitwę przypisywaną Tomaszowi z Akwinu, O sacrum convivium, przypomniał, że msza św. jest sakramentem paschalnym – Chrystus pozostawił „sakrament miłosierdzia, znak jedności, węzeł miłości, ucztę paschalną, podczas której przyjmujemy Chrystusa, duszę napełniamy łaską i otrzymujemy zadatek przyszłej chwały” (KL 47). A więc Eucharystia nie jest sprawowaniem samej tylko zbawczej śmierci Chrystusa, ale także Jego przejścia (gr. pascha) ze śmierci do życia w zmartwychwstaniu, gdzie Chrystus jest Barankiem paschalnym, sprawiającym wyzwolenie duchowe wiernych uczestniczących w celebracji. Wyzwoleni z niewoli grzechu, wierni stają się wolni, aby kochać. To jest najważniejsze przykazanie Chrystusa (por. Ewangelia Jana 15,13-15), przekazane właśnie w trakcie pierwszej Eucharystii – Wieczerzy Pańskiej. Figurą i zapowiedzią wyzwolenia, które sprawia łaska Eucharystii, było wyjście Izraela z domu niewoli – z Egiptu, obchodzone w judaizmie po dziś dzień w święcie Paschy poprzez wieczerzę sederową.

#### Zagadnienia szczegółowe

##### Przeistoczenie
W trakcie sprawowania Eucharystii dokonuje się przeistoczenie (transsubstancjacja) chleba i wina w ciało i krew Chrystusa. Termin ten wszedł do użycia w teologii katolickiej w średniowieczu, wraz z potrzebą uściślenia rozumienia Eucharystii jako sakramentu, poprzez użycie pojęć wziętych z języka filozofii, zwłaszcza metafizyki. Bezpośrednią przyczyną tej precyzacji języka teologicznego były twierdzenia niektórych teologów, które wydały się stać w sprzeczności z sensus fidei, zmysłem wiary Kościoła na temat tajemnicy chleba i wina w Eucharystii. Nieprzerwaną tradycję wiary Kościoła od pierwszych wieków opisał papież Paweł VI w encyklice Mysterium fidei, w której przytoczył wiele wypowiedzi Ojców Kościoła na ten temat. Papież zacytował m.in. katechezę Cyryla Jerozolimskiego (315-386) do nowo ochrzczonych:

Pouczony o tym i pełen niezachwianej wiary, że to, co się zdaje być chlebem, nie jest chlebem, chociaż takie wrażenie daje smak, lecz ciałem Chrystusa, a co się zdaje być winem, nie jest winem, choć się tak smakowi wydaje, ale krwią Chrystusa umocnij serce twoje, pożywając ten chleb jako duchowy i rozwesel oblicze twej duszy. Katecheza mystagogiczna 22,9. (Myst.4), PG 33,1103.

Spory dotyczące tego, co dzieje się z chlebem i winem w czasie Eucharystii – czyli rozumienia sakramentalnej obecności Chrystusa w postaciach eucharystycznych rozpoczęły się stosunkowo późno, w czasach renesansu karolińskiego w IX i X wieku. Wiążą się z pracami takich autorów jak Paschasius Radbertus (zm. ok. 860), opat klasztoru w Corbie w Galii. Napisał on w latach 831–833 rozprawę O Ciele i Krwi Pańskiej. W 844 r. przejrzał ją i wysłał do przeczytania królowi Karolowi Łysemu. Podobnie jak później Piotr Damiani (zm. 1072) i wielu uczonych wczesnego średniowiecza, uważał, że historyczne i eucharystyczne ciało Jezusa były tożsame. Poszukując właściwej odpowiedzi, Karol zapytał o opinię na ten temat innego mnicha z Corbie, Ratramnusa (zm. 868). Teolog ten odpowiedział w inny sposób niż jego współbrat z opactwa. Aby wytłumaczyć rzeczywistą obecność ciała Chrystusa, wprowadził rozróżnienie na rzeczywistość symbolu (łac. in figura) i rozpoznawaną przez wiarę rzeczywistość właściwą, duchową (in veritate), przekazywaną przez tę pierwszą. Stwierdził, że Chrystus jest przyjmowany jak rzeczywiście obecny w sakramencie, ale przyjmowany w sensie duchowym, a nie jako rzeczywistość fizykalna. Jego osoba uległa z czasem zapomnieniu, a pisma zostały przypisane Janowi Szkotowi Eriugenie i potępione na synodzie w Vercelli w 1050 r.
Berengariusz z Tours (zm. 1088), poszedł za rozumowaniem Ratramnusa i w rozprawie O Wieczerzy Pańskiej sprzeciwił się ujęciom Paschazujsza. Poglądy Berengariusza wywołały wiele sporów, zorganizowano kilka synodów. Autorytatywnie, jak od strony metafizycznej należy ująć realną obecność Chrystusa pod postaciami chleba i wina sformułował dogmatycznie sobór laterański IV (1215 r.):

Jeden jest przeto powszechny Kościół-zgromadzenie wierzących, poza którym nikt nie doznaje zbawienia, w którym też Jezus Chrystus jest kapłanem i jednocześnie ofiarą, którego ciało i krew prawdziwie zawarte są w sakramencie ołtarza pod postaciami chleba i wina, po przeistoczeniu mocą Bożą chleba w ciało i wina w krew: abyśmy dla doskonałego osiągnięcia tajemnicy jedności, otrzymali my sami od Niego to, co On otrzymał od nas.

Po ponad trzystu latach, wobec kontrowersji wzbudzonych przez reformację, już w pierwszej fazie swych obrad, w latach 1547–1551, sobór trydencki podjął temat prawdziwej obecności Chrystusa w Eucharystii. Było to pierwsze dyskutowane zagadnienie. W 1551 r. w czasie XII sesji ogłoszono Dekret o Eucharystii i Kanony o sakramencie świętej Eucharystii (DS 1635–1661). W dekrecie tym podkreślono prawdę o tym, że po konsekracji Chrystus zawarty jest w obydwu postaciach podpadających pod zmysły: prawdziwie, rzeczywiście i substancjalnie (vere, realiter et substantialiter). Cała substancja chleba zamienia się w ciało Chrystusa a wina w krew. Charakterystyczne dla sposobu podejścia do Eucharystii w czasach reformacji było to, że kwestię przeistoczenia omawiano bez powiązania z kwestią Mszy jako ofiary. To osobne potraktowanie tych kwestii na soborze dało później metodologiczną, a także swego rodzaju dogmatyczną podbudowę dla traktowania w katolickiej teologii tych zagadnień osobno.
W okresie soboru watykańskiego II (1962–1965) nauczanie o przeistoczeniu w Eucharystii było na nowo poddane pod dyskusję przez niektórych teologów, zwłaszcza w Holandii. Postulowali oni mówienie o „zmianie znaczenia” (transsignificatio) i „zmianie celu” (transfinalisatio) zamiast o „zmianie istoty” (transsubstantiatio). Papież Paweł VI w 1965 r. wystąpił z encykliką Mysterium fidei, w której bardzo mocno podkreślił tradycyjne rozumienie transubstancjacji. W rozdziale poświęconym temu tematowi najpierw odwołał się do definicji Trydentu, a następnie odniósł się do prób nowych interpretacji:

Po dokonanym przeistoczeniu postacie chleba i wina nabierają nowego bez wątpienia znaczenia i nowego zadania, ponieważ nie są już pospolitym chlebem i pospolitym napojem, lecz znakiem rzeczy świętej i znakiem duchowego pokarmu; ale dlatego przybierają nowe znaczenie i nowy cel, że zawierają nową „rzeczywistość”, którą słusznie nazywamy ontologiczną. Pod wspomnianymi bowiem postaciami nie kryje się już to, co było przedtem, lecz coś zupełnie innego, a to nie tylko ze względu na przeświadczenie wiary Kościoła, ale w rzeczy samej, ponieważ po przemianie substancji, czyli istoty chleba i wina w ciało i krew Chrystusa, nie pozostaje już nic z chleba i wina poza samymi postaciami, pod którymi przebywa Chrystus cały i nieuszczuplony, w swej fizycznej „rzeczywistości”, obecny nawet ciałem, chociaż nie w ten sam sposób, w jaki ciała są umiejscowione w przestrzeni (Misterium fidei, 3 września 1965 r.).

Paweł VI powtórzył to nauczanie trzy lata później, w 1968 r. w uroczystym Wyznaniu wiary Ludu Bożego. W posoborowym Credo Papież podkreślił, że analizy teologiczne, aby były w zgodzie z wiarą Kościoła, powinny być w zgodzie z prawdą, że:

...niezależnie od naszej świadomości chleb i wino po konsekracji rzeczywiście przestają istnieć, tak że po niej godne uwielbienia Ciało i Krew Pana Jezusa są prawdziwie przed nami obecne pod postaciami sakramentalnymi chleba i wina, jak życzył sobie tego sam Pan, aby dać nam siebie na pokarm i aby nas zespolić w jedności swego Ciała Mistycznego.

##### Prawo kościelne i przepisy liturgiczne
W Kościele rzymskokatolickim obrządku łacińskiego komunia wiernych udzielana jest z reguły pod jedną postacią – chleba, chociaż dozwolona jest komunia pod dwiema postaciami w małych grupach oraz, w pewnych okolicznościach, w celebracjach parafialnych:

Wiedziony tym samym duchem i pasterską gorliwością, sobór watykański II mógł w nowy sposób rozważyć przepis trydencki o Komunii pod obiema postaciami. Ponieważ dziś bynajmniej nie podaje się w wątpliwość teologicznych zasad o pełnej mocy Komunii, gdy przyjmuje się Eucharystię pod jedną postacią chleba, sobór pozwolił przyjmować niekiedy Komunię pod obiema postaciami, gdy przez bardziej wymowną formę sakramentalnego znaku nadarza się szczególnie dogodna sposobność głębszego zrozumienia sakramentu, w którym wierni uczestniczą (por. KL 55) (OWMR 14).

Katolickie prawo kościelne zobowiązuje wiernych do przyjęcia Eucharystii co najmniej raz w roku w okresie Wielkanocy, która, jako tajemnica paschalna, jest jej źródłem. Przy czym do przystąpienia, wymagane jest wyznanie grzechów śmiertelnych w sakramencie pojednania, chociaż kan. 916 KPK przewiduje wyjątek (dotyczy celebransa).

### Kościoły prawosławne
Prawosławni postrzegają Boską Eucharystię jako najwyższy widzialny przejaw „mistycznej jedności i wcielenia Chrystusa i wierzących, którzy uczestniczą w Nim jako członki Jego ciała”. Tożsamość Kościoła i Eucharystii podkreślają zwłaszcza teolodzy nurtu tzw. eucharystycznej eklezjologii: N. Afanasieff oraz Alexander Schmemann. Joanis Ziziulas podkreśla, że Eucharystia nie może być postrzegana bez tego, co stanowi treść życia Kościoła, a więc: wiara, miłość, chrzest, świętość życia itd.
Siergiej Bułgakow wskazywał, że nauka o siedmiu sakramentach, wśród których wymienia się także Eucharystię, zdefiniowana najpierw na Zachodzie w XII w., została przyjęta następnie na Wschodzie chrześcijaństwa. Eucharystia, podobnie jak chrzest wyróżnia się tym, że została bezpośrednio ustanowiona przez samego Pana. Według Bułgakowa „Eucharystia jest zakosztowaniem niebieskiego chleba i przyjęciem Ciała i Krwi Chrystusa, zgodnie z postanowieniem Pana”. Do sprawowania jej potrzebny jest ważnie wyświęcony kapłan. Prawosławie wyznaje, że Chrystus „dający siebie w komunii” jest prawdziwie obecny w świętych tajemnicach. Jednak nie podejmują łacińskiej nauki o substancji i przypadłościach. Poświęcenie darów dokonuje się w ciągu całej liturgii, najważniejszą częścią jest wygłoszenie słów ustanowienia, któremu towarzyszy przyzywanie Ducha Świętego (epikleza). Chleb i wino stają się rzeczywiście ciałem i krwią Chrystusa (gr. termin μεταβоλή metabole ma oznaczać rzeczywistą przemianę). Komunia wiernych udzielana jest pod obiema postaciami.
Wierni Cerkwi Prawosławnej przyjmują komunię świętą od momentu włączenia do Cerkwi, tzw. wocerkowlenija, już jako niemowlęta. Utrwalony, zwłaszcza w starszym pokoleniu, jest pogląd o rzadkim przyjmowaniu tego sakramentu (najczęściej cztery razy do roku), ale coraz częściej w ramach dążenia do zachowania praktyk pierwszych chrześcijan nalega się na częste przyjmowanie Komunii w czasie każdej boskiej liturgii. Obowiązującym jest post eucharystyczny od północy, trwający co najmniej 8 godzin. Zwolnione są od niego małe dzieci oraz osoby chore i w zagrożeniu życia.

### Kościoły starokatolickie
Kościoły nurtu starokatolickiego w większości zachowały katolickie nauczanie o eucharystii. W Kościele Starokatolickim Mariawitów komunia święta udzielana jest zawsze pod dwiema postaciami oraz wymagana jest adoracja.
W Kościele Katolickim Mariawitów (w Polsce) komunia święta jest udzielana już niemowlętom (bezpośrednio po chrzcie). Zgodnie z teologią tego Kościoła, w eucharystii są obecne wszystkie trzy Osoby Boskie.

### Luteranie
Według Louis Bouyera, Luteranizm zachował wiele z katolickiego rozumienia Eucharystii, razem z indywidualistyczną postawą wobec liturgii, powszechnie panującą w tamtym okresie. W niektórych krajach o długich tradycjach luterańskich Eucharystię nadal nazywa się mszą. Luteranie wierzą w realną obecność Chrystusa w eucharystii w momencie przyjmowania Ciała i Krwi Pańskiej przez wiernego. Nie uznają natomiast transsubstancjacji rzymskokatolickiej, której zasada głosi, że chleb i wino stają się Ciałem i Krwią Pańską w momencie wypowiedzenia słów konsekracji przez duchownego i takimi pozostają po zakończeniu mszy. Według luteran Chrystus jest rzeczywiście obecny w eucharystii; postacie eucharystyczne nie zmieniają swej istoty (pozostają chlebem i winem, jednak równocześnie stają się prawdziwym Ciałem i Krwią Chrystusa – konsubstancjacja (niektórzy teologowie uznają ten termin za niepoprawny, za właściwy uznając termin unia sakramentalna; istnieje również pogląd, że uznanie istnienia unii sakramentalnej jest elementem nauki o konsubstancjacji). Komunia zawsze udzielana jest pod dwiema postaciami (chleb i wino).
Wierni Kościołów luterańskich do komunii dopuszczani są po konfirmacji. Kościoły luterańskie propagują gościnność eucharystyczną i zapraszają do Stołu Pańskiego każdego chrześcijanina, o ile w swoim macierzystym Kościele spełnił wymagania dopuszczające go do komunii (w przypadku wiernych Kościoła katolickiego takim wymogiem jest przyjęcie pierwszej komunii św. oraz trwanie w stanie łaski uświęcającej). Kościół ewangelicko-augsburski w RP stawia dla chrześcijan innych wyznań warunek wiary w rzeczywistą obecność Chrystusa w Wieczerzy Pańskiej. Częstotliwość udzielania komunii zależy od liczebności parafii i lokalnych tradycji. Najczęściej komunia udzielana jest albo co niedzielę, albo dwa razy lub raz na miesiąc.

### Inne wyznania protestanckie
Pozostali protestanci uznają przeważnie tylko symboliczne upamiętnienie ofiary Chrystusa (memorializm).
Ulrich Zwingli z Zurychu, przeciwstawiając się podejściu Lutra, zaprzeczył jakiejkolwiek realnej obecności Chrystusa w sakramencie ołtarza. Przeciwstawił się też indywidualistycznej interpretacji Eucharystii, uznając Wieczerzę eucharystyczną za świąteczną celebrację Kościoła zebranego we wspólnej wierze w zmartwychwstanie Chrystusa, który był martwy, a teraz żyje na wieki. Różnice Lutra i Zwingliego w podejściu do eucharystii były powodem nieosiągnięcia porozumienia podczas dysputy w Marburgu, która miała zjednoczyć ruch reformacyjny.
Według większości protestantów (np. dominującej części ewangelików reformowanych, baptystów, metodystów i zielonoświątkowców) eucharystia, Wieczerza Pańska (1 Kor 11, 23–26), od początku chrześcijaństwa ma znaczenie symboliczne i oznacza pamiątkę, czyli wspomnienie doskonałej ofiary Chrystusa, która obmyła ludzkość z grzechu i ucztę, celebrowaną przez Kościół i ogół chrześcijan uczestniczących w komunii (wspólnocie). Zdaniem protestantów, którzy pogląd ten opierają na Liście do Hebrajczyków, śmierć Jezusa była wystarczającą ofiarą, dokonała się raz i nie może zostać powtórzona czy też kontynuowana. W myśl tej zasady, chleb i wino nie zmieniają swojej substancji (transsubstancjacja), ani też, jak nauczał Luter, prawdziwe ciało i krew Chrystusa nie występują obok materii chleba i wina (konsubstancjacja). Chleb i wino eucharystyczne zmieniają jedynie swoje znaczenie i przestają być odtąd zwykłym chlebem po to, by wskazywać na prawdziwe ciało i krew Chrystusa. Kościoły, bazujące na teologii reformowanej, dodają, że Wieczerza Pańska jest duchowym spożywaniem Ciała i Krwi Chrystusa, i łączy wierzących z obecnym podczas Wieczerzy Chrystusem.
Kościoły protestanckie praktykujące chrzest niemowląt dopuszczają do Wieczerzy Pańskiej co do zasady osoby konfirmowane, zwykle jednak praktykują tzw. gościnność eucharystyczną czyli zapraszają do Wieczerzy chrześcijan uprawnionych do komunii w ich własnych denominacjach. Rygoryzm w dostępie do eucharystii panuje zwykle w Kościołach praktykujących chrzest osób świadomych. Wiele Kościołów ewangelikalnych pozostawia regulację tej sprawy lokalnym zborom, które w wielu przypadkach dopuszczają do Wieczerzy osoby wierzące, nieochrzczone w tzw. „wieku świadomym”.
Wieczerza Pańska odbywa się najczęściej podczas nabożeństwa niedzielnego raz w tygodniu lub raz w miesiącu (w przypadku adwentystów: w sobotę), względnie według częstotliwości, ustalanej przez lokalne zbory.

## Inne wyznania chrześcijańskie
Świadkowie Jehowy w trakcie dorocznego i jedynego święta Wieczerzy Pańskiej (Pamiątki śmierci Jezusa Chrystusa) używają wyłącznie przaśnego chleba oraz zwykłego czerwonego wina, które symbolizują ciało i krew Chrystusa. Nie uważają oni, jakoby w trakcie uroczystości miała zachodzić transsubstancjacja w literalne ciało i krew Jezusa. Mają one tylko symbolizować bezgrzeszne ciało Chrystusa oraz złożoną przez niego ofiarę. Używa się takiego chleba i wina, jakimi posłużył się Jezus, a które pozostały po spożytym przez Jezusa i apostołów posiłku paschalnym. Zdecydowana większość obchodzących to święto ma nadzieję na otrzymanie w darze życia wiecznego na ziemi, w raju, podobnym do tego, w jakim żyli Adam i Ewa. Osoby te nie spożywają chleba i wina w trakcie święta Wieczerzy Pańskiej. Emblematy (symbole) podają sobie z rąk do rąk, a spożywać je może tylko ograniczona grupa 144 000 osób, tzw. pomazańców, która dostąpi przywileju współrządzenia w niebie wspólnie z Chrystusem.